# Королевское энтомологическое общество Лондона
Королевское энтомологическое общество Лондона (англ. The Royal Entomological Society of London) — научное общество, объединяющее специалистов по насекомым Великобритании.

## История
Общество было основано в 1833 году под названием «Entomological Society of London». Среди его других более ранних названий было и «Society of Entomologists of London». Отдельные объединения энтомологов создавались в Лондоне с 1745 года.
Основание общества произошло на собрании «джентльменов и друзей энтомологической науки» («gentlemen and friends of entomological science»), прошедшем 3 мая 1833 года в стенах Британского Музея, созванном зоологом и членом Британского Парламента Николасом Эйлуордом Вигорсом (1785—1840) под президентством Джона Джорджа Чилдрена (1777—1852). Там присутствовали Фредерик Уильям Хоуп (1797—1862), Чарльз Кардэйл Бабингтон (1808—1895), Уильям Ярелл (1784—1856), Джон Эдуард Грей (1800—1875), Джеймс Френсис Стивенс (1792—1852), Томас Уолкер Хорсфилд (1773—1859), G. T. Rudd и Джордж Роберт Грей (1808—1872). Также были зачитаны письма от Адриана Хэуорта, George Bennett и John Curtis (1791—1862), которые хотели там быть, но выражали своё сочувствие в невозможности прибыть на собрание уважаемых коллег.
Джон Джордж Чилдрен стал первым Президентом общества, а Уильям Кирби (1759—1850) избран Почётным пожизненным Президентом.
В 1834 году были избраны первые Иностранные Почётные члены общества, среди них немецкие энтомологи Иоганн Людвиг Кристиан Карл Гравенгорст (1777—1857), Иоганн Кристоф Фридрих Клуг (1775—1856), голландский зоолог Виллем де Хаан (1805—1855) и др.
Общество начало собирать библиотеку, первым вкладом в которую стала личная библиотека Эдриана Хауорта (1767—1833), купленная Джоном Вествудом (1805—1893) от имени общества.
Членом общества был Чарльз Дарвин (1809—1882) по его возвращении из кругосветного плавания на корабле Бигль (Beagle): он стал членом совета и вице-президентом Энтомологического общества в 1838 году.

## Королевское общество
В 1855 году королева Виктория утвердила Устав общества, а в 1933 году король Георг V дал привилегию использовать слово «Royal» и разрешил Обществу именоваться Королевским энтомологическим обществом Лондона в честь его столетнего юбилея.

## Журналы
Первым журналом общества стали его труды «Transactions of Entomological Society of London» (1834-). Сегодня Королевское энтомологическое общество Лондона выпускает следующие научные журналы:
- Agricultural and Forest Entomology (1999-)
- Ecological Entomology (1976-)
- Insect Conservation and Diversity (2008-)
- Insect Molecular Biology (1993-)
- Medical and Veterinary Entomology (1987-)
- Physiological Entomology (1976-)
- Systematic Entomology (1976-)

## Президенты
- 1833—1834: Чилдрен, Джон Джордж (1777—1852).
- 1835—1836: Хоуп, Фредерик Уильям (1797—1862).
- 1837—1838: Джеймс Френсис Стивенс (1792—1852).
- 1839—1840: Хоуп, Фредерик Уильям (1797—1862)
- 1841—1842: Сондерс, Уильям Уилсон (1809—1879).
- 1843—1844: Ньюпорт, Джордж (1803—1854).
- 1845—1846: Хоуп, Фредерик Уильям (1797—1862).
- 1847—1848: Уильям Спенс (1783—1860).
- 1849—1850: Уотерхаус, Джордж Роберт (1810—1888).
- 1852—1853: Вествуд, Джон Обадия (1805—1893).
- 1853—1854: Ньюман, Эдуард (1801—1876).
- 1855—1856: Кертис, Джон (1791—1862).
- 1856—1857: Сондерс, Уильям Уилсон (1809—1879)
- 1858—1859: Грей, Джон Эдуард (1800—1875).
- 1860—1861: Дуглас, Джон Уильям (1814—1905).
- 1862—1863: Смит, Фредерик (1805—1879).
- 1864—1865: Паско, Френсис (1813—1893).
- 1866—1867: Леббок, Джон (1834—1913).
- 1868—1869: Бейтс, Генри Уолтер (1825—1892).
- 1870—1871: Уоллес, Альфред Рассел (1823—1913).
- 1874—1875: Сондерс, Уильям Уилсон (1809—1879).
- 1878—1879: Бейтс, Генри Уолтер (Henry Walter Bates; 1825—1892).
- 1879—1880: Леббок, Джон (1834—1913).
- 1881—1882: Стэнтон, Генри (1822—1892).
- 1883—1884: en:Joseph William Dunning (1833—1897).
- 1885—1886: Маклахлан, Роберт (1837—1904).
- 1887—1888: Шарп, Дэвид (1840—1922).
- 1889—1890: Lord Thomas de Grey Walsingham (1843—1919).
- 1891—1892: Годман, Фредерик Дьюкейн (1834—1919).
- 1893—1894: Henry John Elwes (1846—1922).
- 1895—1896: en:Raphael Meldola (1849—1915).
- 1897—1898: en:Roland Trimen (1840—1916).
- 1899—1900: Веррал, Джордж (1848—1911).
- 1901—1902: en:William Weekes Fowler (1849—1923).
- 1903—1904: Пультон, Эдвард Бэгнол (1856—1943).
- 1905—1906: en:Frederick Merrifield (1831—1924).
- 1907—1908: en:Charles Owen Waterhouse (1843—1917).
- 1909—1910: en:Frederick Augustus Dixey (1855—1935).
- 1911—1912: en:Francis David Morice (1849—1926).
- 1913—1914: Бетюн-Бейкер, Джордж Томас (1857—1944).
- 1915—1916: Ротшильд, Чарльз (1877—1923).
- 1917—1918: en:Charles Joseph Gahan (1862—1939).
- 1919—1920: James John Walker (1851—1939).
- 1921—1922: Ротшильд, Лайонел Уолтер (1868—1937).
- 1923—1924: en:Edward Ernest Green (1861—1949).
- 1927—1928: en:James Edward Collin (1876—1968).
- 1929—1930: Йордан, Карл (Karl Hermann Christian Jordan, 1888—1972).
- 1931—1932: en:Harry Eltringham (1873—1941).
- 1933—1934: Пультон, Эдвард Бэгнол (1856—1943).
- 1934—1935: Нив, Шеффилд Эйри (Sheffield Airey Neave, 1879—1961)
- 1936—1937: Иммс, Огастус Дэниел (Augustus Daniel Imms, 1880—1949)
- 1938—1939: en:John Claud Fortescue Fryer (1886—1948)
- 1940—1941: en:Kenneth Gloyne Blair (1882—1952)
- 1942—1943: Бакстон, Патрик Альфред (1892—1955)
- 1943—1944: en:Edward Alfred Cockayne (1880—1956)
- 1945—1946: en:Geoffrey Douglas Hale Carpenter (1882—1953)
- 1947—1948: en:Carrington Bonsor Williams (1889—1981)
- 1949—1950: Уиглсуорт, Винсент (1899—1994)
- 1951—1952: Райли, Норман (1890—1979)
- 1953—1954: Бакстон, Патрик Альфред (1892—1955)
- 1955—1956: en:Wilfrid John Hall (1892—1965)
- 1957—1958: Ричардс, Оуайн (1901—1984)
- 1959—1960: Уваров, Борис Петрович (1886—1970)
- 1961—1962: en:George Copley Varley (1910—1983)
- 1963—1964: Уиглсуорт, Винсент (1899—1994)
- 1965—1966: Eric Omar Pearson
- 1967—1968: en:John Stodart Kennedy (1912—1993)
- 1969—1970: en:Howard Everest Hinton (1912—1977)
- 1971—1972: en:Colin Gasking Butler (1913—2016)
- 1973—1974: en:Anthony David Lees (1917—1992)
- 1975—1976: Donald Livingston Gunn
- 1977—1978: John David Gillett
- 1979—1980: en:Reginald Charles Rainey (1913—1990)
- 1981—1982: en:Helmut Fritz van Emden
- 1983—1984: Sir en:Thomas Richard Edmund Southwood (1931—2005)
- 1985—1986: Trevor Lewis (р.1933)
- 1987—1988: en:Victor Frank Eastop (1924—2012)
- 1989—1990: Jack P. Dempster
- 1991—1992: Sir en:Cyril Astley Clarke (1907—2000)
- 1993—1994: Ротшильд, Мириам Луиза (1908—2005)
- 1995—1996: Richard Lane
- 1997—1998: Walter M. Blaney
- 1999—2000: en:Roger L. Blackman
- 2001—2002: en:Michael Frederick Claridge (род. 1934)
- 2002—2004: en:Christopher Peter Haines
- 2004—2006: en:Hugh Loxdale (род. 1950)
- 2006—2008: en:Jim Hardie
- 2008—2010: en:Linda M. Field
- 2010—2012: en:Stuart Edward Reynolds
- 2012—2014: профессор Томас, Джереми, OBE
- 2014—2016: en:John A. Pickett (р. 1945)
- 2016—2018: en:Michael Hassell (р. 1942)
- 2018—2020: en:Chris D. Thomas (р. 1959)
- 2020—2022: en:Helen Roy